# Silignea rubraria
Silignea rubraria är en fjärilsart som beskrevs av Bethune-Baker 1906. Silignea rubraria ingår i släktet Silignea och familjen nattflyn. Inga underarter finns listade i Catalogue of Life.